# Riserva di Horsh Eden
La Riserva di Horsh Eden è una riserva naturale del Libano istituita nel 1992.

## Territorio
La riserva si trova nel massiccio del Monte Libano, nel Distretto amministrativo di Zgharta, nel Governatorato del Nord Libano. 
Dista 3 km dalla località di villeggiatura di Ehden, 35 km da Tripoli e 100 km da Beirut.  Copre un'area di circa 1.000 ha, pari a circa 0,1% del territorio libanese. L'altitudine della riserva varia dai 1.300 m ai 1.950 m.

## Flora
Nonostante sia un'area di modeste dimensioni la riserva è ricchissima di flora: 1058 specie di piante sono state osservate in questo parco, il 40% di tutte le varietà vegetali dell'intera nazione. Al suo interno troviamo boschi di Cedro del Libano, esemplari di Ginepro turco (Juniperus excelsa), viola del Libano, astragalo di Ehden. La riserva segna il limite meridionale per la crescita dell'Abete di Cilicia (Abies cilicica) ed è presente anche l'unico boschetto di melo selvatico di tutto il Libano, oltre che vari endemismi.

## Fauna
La fauna non è da meno: aquila imperiale, aquila del Bonelli, lupo, gatto selvatico, istrice, cinghiale, sono solo una parte degli animali osservati.

## Gestione
La riserva è gestita dalla Horsh Ehden Nature Reserve Committe sotto la supervisione del Ministro dell'ambiente.

## Vicinanze
Nei dintorni della riserva abbiamo la Valle di Qadisha che è patrimonio mondiale dell'UNESCO, la cittadina di Ehden, il paese di Bsharre ed anche il complesso sciistico dei Cedri.